# Бугарска на Европском првенству у атлетици на отвореном 2014.
Бугарска је учествовала на Европском првенству у атлетици на отвореном 2014. одржаном у Цириху од 12. до 17. августа. То је било њено деветнаесто учешће на европским првенствима. Репрезентацију Бугарске представљало је 23 такмичара (10 мушкараца и 13 жене) који су се такмичили у 15 дисциплина (7 мушких и 8 женских).
На овом првенству представници Бугарске нису освојили ниједну медаљу али су остварили један национални и један лични најбоља резултат сезоне. У табели успешности према броју и пласману такмичара који су учествовали у финалним такмичењима (првих 8 такмичара) Бугарска је са 5 учесника у финалу заузела 26. место са 14 бодова.

## Учесници
| Мушкарци: - Денис Димитров — 100 м - Петар Кременски — 100 м, 200 м - Iolo Nikolov — Маратон - Митко Ценов — 3.000 м препреке - Тихомир Иванов — Скок увис - Виктор Нинов — Скок увис - Георги Цонов — Троскок - Румен Димитров — Троскок - Златозар Атанасов — Троскок - Георги Иванов — Бацање кугле | Жене: - Ина Мартинова — 100 м - Ивет Лалова — 100 м, 200 м, 4 х 100 м - Ина Ефтимова — 200 м, 4 х 100 м - Вања Стамболова — 800 м - Силвија Денекова — 3.000 м препреке - Karin Okoliye — 4 х 100 м - Марија Данкова — 4 х 100 м - Радостина Стојанова — 4 х 100 м - Венелина Венева-Матејева — Скок увис - Мирела Демирева — Скок увис - Андријана Банова — Троскок - Габријела Петрова — Троскок - Радослава Мавродијева — Бацање кугле |  |

## Резултати

### Мушкарци
| Атлетичар         | Дисциплина       | Лични рекорд | Квалификације | Квалификације | Полуфинале           | Полуфинале           | Финале               | Финале       | Детаљи |
| Атлетичар         | Дисциплина       | Лични рекорд | Резултат      | Место         | Резултат             | Место                | Резултат             | Место        | Детаљи |
| ----------------- | ---------------- | ------------ | ------------- | ------------- | -------------------- | -------------------- | -------------------- | ------------ | ------ |
| Денис Димитров    | 100 м            | 10,16        | 10,41 КВ      | 4. у гр. 3    | 10,98                | 7. у гр. 1           | Није се квалификовао | 23 / 36 (37) |        |
| Петар Кременски   | 100 м            | 10,35        | 10,87         | 8. у гр. 5    | Није се квалификовао | Није се квалификовао | Није се квалификовао | 34 / 36 (37) |        |
| Петар Кременски   | 200 м            | 20,73        | 21,75         | 6. у гр. 1    | Није се квалификовао | Није се квалификовао | Није се квалификовао | 28 / 31 (32) |        |
| Iolo Nikolov      | Маратон          | 2:19:31      |               |               |                      |                      | Није завршио         | Није завршио |        |
| Митко Ценов       | 3.000 м препреке | 8:20,87 НР   | 8:35,45 КВ    | 2. у гр. 1    |                      |                      | 8:34,16              | 9 / 27 (28)  |        |
| Тихомир Иванов    | Скок увис        | 2,28         | 2,23 кв       | 5. у гр. А    | 2,26                 | 8 / 23               |                      |              |        |
| Виктор Нинов      | Скок увис        | 2,29         | 2,15          | 11. у гр. Б   | Није се квалификовао | 22 / 23              |                      |              |        |
| Георги Цонов      | Троскок          | 16,04        | 16,35 ЛР      | 6. у гр. А    | Није се квалификовао | 14 / 23              |                      |              |        |
| Румен Димитров    | Троскок          | 16,69        | 16,62 кв      | 6. у гр. Б    | 16,43                | 9 / 23               |                      |              |        |
| Златозар Атанасов | Троскок          | 17,09        | 16,32         | 9. у гр. Б    | Није се квалификовао | 15 / 23              |                      |              |        |
| Георги Иванов     | Бацање кугле     | 21,09 НР     | 20,18 КВ      | 4. у гр. Б    | Без пласмана         | Без пласмана         |                      |              |        |

### Жене
| Атлетичарка              | Дисциплина       | Лични рекорд | Квалификације | Квалификације | Полуфинале            | Полуфинале   | Финале                | Финале       | Детаљи |
| Атлетичарка              | Дисциплина       | Лични рекорд | Резултат      | Место         | Резултат              | Место        | Резултат              | Место        | Детаљи |
| ------------------------ | ---------------- | ------------ | ------------- | ------------- | --------------------- | ------------ | --------------------- | ------------ | ------ |
| Ина Ефтимова             | 100 м            | 11,38        | 11,42         | 1. у гр. 1    | 11,49                 | 6. у гр. 2   | Није се квалификовала | 17 / 36 (37) |        |
| Ивет Лалова              | 100 м            | 11,10        | 11,17 КВ      | 1. у гр. 5    | 11,15 КВ              | 1. у гр. 3   | 11,33                 | 4 / 36 (37)  |        |
| Ивет Лалова              | 200 м            | 22,94        | 23,17 КВ, ЛРС | 3. у гр. 4    | 23,30                 | 6. у гр. 1   | Нису се квалификовале | 16 / 35      |        |
| Ина Ефтимова             | 200 м            | 22,51        | 23,42 КВ      | 3. у гр. 3    | 23,27 ЛРС             | 6. у гр. 2   | Нису се квалификовале | 15 / 35      |        |
| Вања Стамболова          | 800 м            | 2:00,94      | 2:01,60 КВ    | 2. у гр. 4    | 2:01,59 кв            | 5. у гр. 1   | 2:00,91               | 6 / 29 (30)  |        |
| Силвија Денекова         | 3.000 м препреке | 9:35,66 НР   | 9:51,67 КВ    | 1. у гр. 2    |                       |              | 9:44,81               | 8 / 21 (22)  |        |
| Karin Okoliye            | 4 х 400 м        | 42,29 НР     | 44,53 НРС     | 6. у гр. 2    | Нису се квалификовале | 13 / 15 (16) |                       |              |        |
| Ина Ефтимова²            | 4 х 400 м        | 42,29 НР     | 44,53 НРС     | 6. у гр. 2    | Нису се квалификовале | 13 / 15 (16) |                       |              |        |
| Марија Данкова           | 4 х 400 м        | 42,29 НР     | 44,53 НРС     | 6. у гр. 2    | Нису се квалификовале | 13 / 15 (16) |                       |              |        |
| Ивет Лалова²             | 4 х 400 м        | 42,29 НР     | 44,53 НРС     | 6. у гр. 2    | Нису се квалификовале | 13 / 15 (16) |                       |              |        |
| Радостина Стојанова*     | 4 х 400 м        | 42,29 НР     | 44,53 НРС     | 6. у гр. 2    | Нису се квалификовале | 13 / 15 (16) |                       |              |        |
| Венелина Венева-Матејева | Скок увис        | 2,04         | 1,85          | 8. у гр. А    | Нису се квалификовале | 16 / 22(23)  |                       |              |        |
| Мирела Демирева          | Скок увис        | 1,95         | 1,85          | 9. у гр. Б    | Нису се квалификовале | 17 / 22 (23) |                       |              |        |
| Андријана Банова         | Троскок          | 14,34        | 13,36         | 9. у гр. А    | Нису се квалификовале | 19 / 23      |                       |              |        |
| Габријела Петрова        | Троскок          | 13,92        | 13,72 кв      | 6 у гр. Б     | 14,13                 | 5 / 23       |                       |              |        |
| Радослава Мавродијева    | Бацање кугле     | 18,67        | 17,18 кв      | 9.            | 16,98                 | 12 / 16      |                       |              |        |

- Такмичарке у штафети обележене звездицом су били резерве а такмичарка означена и бројем учествовала је у појединачним дисциплинама.